# スンダプレート

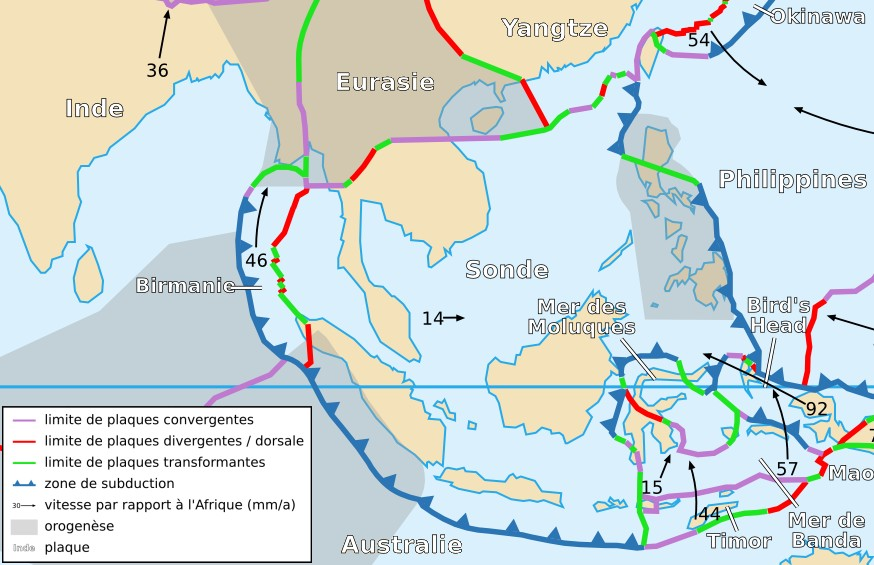
スンダプレート

スンダプレート（英: Sunda Plate）は、東南アジアに位置する構造プレートである。ユーラシアプレートの一部とみなされている。南シナ海、アンダマン海、ベトナムとタイの一部、マレーシアとボルネオ島、インドネシアのスマトラ島、ジャワ島、スラウェシ島、西部フィリピンのパラワン島およびスールー諸島などを含んでいる。
スンダプレートは東でフィリピン変動帯、モルッカ海衝突帯、モルッカ海プレート、バンダ海プレートおよびティモールプレートと接し、西でオーストラリアプレート、北でビルマプレート、ユーラシアプレートおよび揚子江プレートと接している。
スンダプレートの東部、南部、西部の境界は、構造的に複雑で、地震活動が活発である。 北部の境界だけが、休止状態である。 